# Géraldine Pailhas
Géraldine Pailhas (pronunciar: Pélasse) (Marsella, 8 de enero de 1971) es una actriz francesa.

## Biografía

### Juventud y formación
Nacida en Marsella, es hija de un carpintero que se convirtió en un reconocido galerista. De niña, tomó lecciones de danza clásica. A los 15 años se mudó sola a Toulouse. Al año siguiente, en 1986, apareció en un clip para los Gipsy Kings y otro para Saint-Preux. Al mismo tiempo, se vio obligada a dejar de bailar porque su cuerpo ya no respondía apropiadamente. 
Se dedicó al cine a principios de los noventa.

### Revelación (década de 1990)
Da sus primeros pasos apareciendo en Trois places pour le 26 de Jacques Demy. Dos años después, su carrera adquirió otra dimensión con Les Arcandiers, película en la que interpretó a la futura Santa Bernadette Soubirous; y especialmente importante fue La Neige et le Feu de Claude Pinoteau en 1991, papel por el que obtuvo un César a la mejor actriz revelación en 1992, a la edad de 20 años.
Hizo algunos papeles secundarios antes de ser la protagonista de una comedia independiente La Folie Douce, escrita y dirigida por Frédéric Jardin, estrenada en 1994. Posteriormente, probó suerte en el cine estadounidense actuando en Don Juan DeMarco, junto a Johnny Depp, y luego compartió el cartel del décimo largometraje de Maurice Pialat, Le Garçu, con Gérard Depardieu. También actuó en la segunda película de Fabien Onteniente, Tom est tout seul.
El año 1997 estuvo marcado por el mayor éxito comercial de su carrera, la popular comedia Les Randonneurs, dirigida por Philippe Harel. Dos años más tarde, protagonizó la película experimental de fantasía Peut-être, de Cédric Klapisch. El largometraje corrió a cargo de Romain Duris.

### Diversificación (2000)

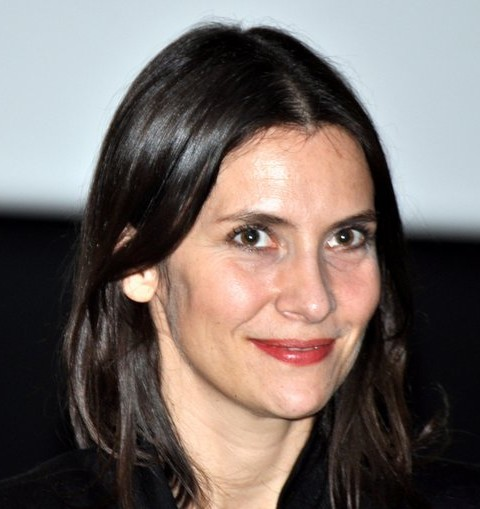
La actriz en el estreno de Jeune et Jolie en el Festival de Cine de Cannes 2013.

Se reencuentra con Vincent Elbaz y Karin Viard para la película La Parenthèse enchantée, que le permite ser coprotagonista junto a Clotilde Courau. Luego, en 2001, actuó en la famosa película histórica La Chambre des oficiales, de François Dupeyron.
El año 2002 estuvo marcado por el estreno del drama L'Adversaire, de Nicole García, que coprotagonizó con Daniel Auteuil. Luego, en 2003, estuvo junto a Vincent Lindon en la comedia Le coût de la vie, de Philippe Le Guay. Posteriormente, la actriz inició una colaboración con François Ozon y Thierry Klifa: con el primero, rodó el drama 5 × 2 (2004) y Jeune et Jolie (2013). Para el segundo, protagoniza El héroe de la familia (2006) y Los ojos de su madre (2011), dos películas coescritas por su compañero Christopher Thompson. Además, es con él con quien comparte el cartel de la comedia dramática independiente Didine (2008). También protagoniza la comedia dramática Bus Palladium (2010) en el debut como director de este último.
En 2011, fue con su familia que dio sus primeros pasos en el teatro en L'Amour, la mort, les fringues, una adaptación de una obra estadounidense, dirigida por su suegra Danièle Thompson. Debido a esta experiencia, que le resultó difícil y no la vivió muy bien, incapaz entre otras cosas de retomar una escena fallida, decide dedicarse al cine.
Durante la década de 2000, actuó en la película de fantasía independiente Les RevENTS (2004), de Robin Campillo; la de acción, de gran éxito, Les Chevaliers du ciel (2005), de Gérard Pirès; la comedia costumbrista Pienso en ti (2006), de Pascal Bonitzer; la comedia The Price to Pay (2007), de Alexandra Leclère. Concluye la década compartiendo el cartel del thriller Espion(s) con Guillaume Canet y se reencuentra con el elenco para la secuela Les Randonneurs à Saint-Tropez.

### Cambio a la televisión (década de 2010)

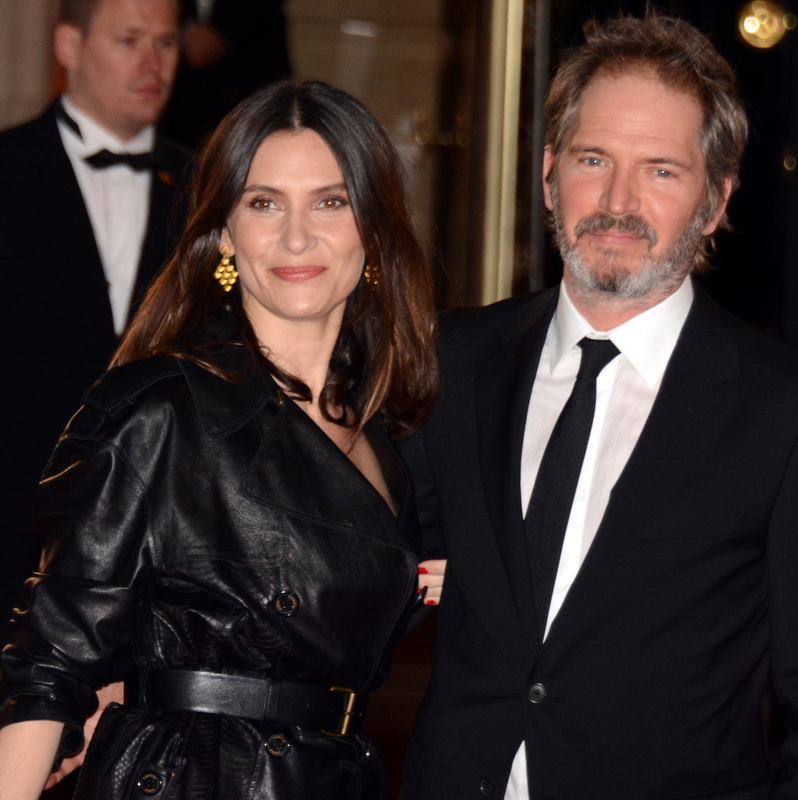
La actriz con su compañero Christopher Thompson en los premios Cesar 2014.

Comienza esta década con dos comedias dramáticas que pasan desapercibidas: Le Paradis des bêtes (2012), con Muriel Robin; luego la comedia Divin Enfant (2014), con Sami Bouajila, Émilie Dequenne y Guillaume de Tonquédec.
En 2015, coprotagonizó el thriller Disparue en hiver con Kad Mérad. Ese mismo año actuó en la película de autor Le Dos rouge, de Antoine Barraud, con Bertrand Bonello y Jeanne Balibar. Al año siguiente, coprotagonizó la película biográfica Louis-Ferdinand Céline, con Denis Lavant en el papel principal. También coprotagonizó junto a Thierry Lhermitte la comedia dramática La Nouvelle Vie de Paul Sneijder, de Thomas Vincent. Al mismo tiempo, acepta proyectos para televisión: en 2011 protagonizó la película para televisión Une nouvelle vie y en 2012 compartió el cartel del thriller La Disparition con Thierry Godard. Además, se reencuentra con Grégori Derangère, su compañero en La Chambre des officiers, para la película cómica para televisión The Decline of the Male Empire, emitida en 2013; luego para el telefilm político La Rupture, donde interpreta a Marie-France Garaud.
Pero sobre todo, a partir de 2016, forma parte del elenco principal de la serie Marsella, desarrollada por Florent Emilio-Siri. Las críticas de la primera temporada son catastróficas. La temporada 2, emitida en 2018, no ha tenido una mejor recepción.
En 2017, también apareció en un episodio de la exitosa serie de detectives Capitaine Marleau, dirigida por Josée Dayan.

## Vida privada
Géraldine Pailhas comparte su vida con el guionista y director Christopher Thompson, con quien ha tenido dos hijos.

## Filmografía

### Cine
| - 1988: Trois places pour le 26 de Jacques Demy - 1991: La Neige et le Feu de Claude Pinoteau - 1991: Les Arcandiers de Manuel Sanchez - 1992: IP5: L'île aux pachydermes de Jean-Jacques Beineix - 1993: Comment font les gens de Pascale Bailly - 1994: La Folie douce de Frédéric Jardin - 1994: Suite 16 de Dominique Deruddere - 1995: Don Juan DeMarco de Jeremy Leven - 1995: Le Garçu de Maurice Pialat - 1995: Tom est tout seul de Fabien Onteniente - 1997: Les Randonneurs de Philippe Harel - 1999: Peut-être de Cédric Klapisch - 2000: La Parenthèse enchantée de Michel Spinosa - 2001: El pabellón de los oficialesde François Dupeyron - 2002: El adversario (L'Adversaire) de Nicole Garcia - 2003: Après de Angelo Cianci - 2003: Le coût de la vie de Philippe Le Guay - 2004: 5×2 de François Ozon - 2004: Les Parallèles de Nicolas Saada - 2004: Les Revenants de Robin Campillo | - 2004: Une vie à t'attendre de Thierry Klifa - 2005: Héroes del cielo (Les Chevaliers du ciel) de Gérard Pirès - 2006: Je pense à vous de Pascal Bonitzer - 2006: Le Héros de la famille de Thierry Klifa - 2007: Le Prix à payer de Alexandra Leclère - 2008: Didine de Vincent Dietschy - 2008: Les Randonneurs à Saint-Tropez de Philippe Harel - 2008: Espion(s) de Nicolas Saada - 2010: Bus Palladium de Christopher Thompson - 2011: Les Yeux de sa mère de Thierry Klifa - 2012: Le Paradis des bêtes de Estelle Larrivaz - 2013: Joven y bonita de François Ozon - 2014: Divin Enfant d'Olivier Doran - 2014: SMS de Gabriel Julien-Laferrière - 2014: Disparue en hiver de Christophe Lamotte - 2015: Le Dos rouge d'Antoine Barraud - 2016: Louis-Ferdinand Céline d'Emmanuel Bourdieu - 2016: Mobile Étoile de Raphaël Nadjari - 2016: La Nouvelle Vie de Paul Sneijder de Thomas Vincent - 2017: Le Semeur de Marine Francen |

### Televisión
| - 1989: Haute tension - Retour à Malaveil de Jacques Ertaud - 1989: David Lansky de Hervé Palud - 1993: Un homme à la mer de Jacques Doillon - 2000: L'Héritière de Bernard Rapp - 2008: Château en Suède de Josée Dayan - 2011: Une nouvelle vie de Christophe Lamotte - 2012: La Disparition de Jean-Xavier de Lestrade | - 2013: Le Déclin de l'empire masculin de Angelo Cianci - 2013: La Rupture de Laurent Heynemann: Marie-France Garaud - 2015: La fête est finie de Emmanuel Bourdieu: Lucette Destouches - 2016: Marseille de Florent Emilio-Siri - 2017: Capitaine Marleau (episodio 7: A ciel ouvert) de Josée Dayan - 2019: La Part du soupçon de Christophe Lamotte - 2021: OVNI(s) (serie Canal+) d'Antony Cordier |

## Teatro
- 2011 : L’Amour, la mort, les fringues de Nora et Delia Ephron, mise en scène par Danièle Thompson, Théâtre Marigny

## Distinciones

### Premios
- 1992: César a la mejor actriz revelación por La Neige et le Feu
- 2001: Mejor actriz en el Festival de ficción televisiva de Saint-Tropez por L'Héritière [8]

### Nominaciones
- 2004: Nominación al César a la mejor actriz secundaria por El costo de la vida
- 2014: Nominación al César a mejor actriz de reparto por Jeune et Jolie

## Participaciones en eventos
- 2009: Miembro del jurado del Festival de Cine Americano de Deauville
- 2014: Miembro del jurado del Festival de Cine Transgresor del Sur de Asia
- 2014: Jurado de Un Certain Regard en el Festival de Cine de Cannes